# Lê Đại Hành
Lê Đại Hành (chữ Hán: 黎大行; 10 tháng 8 năm 941 - 18 tháng 4 năm 1005), tên húy là Lê Hoàn (黎桓). Ông là vị Hoàng đế sáng lập nhà Tiền Lê, trị vì nước Đại Cồ Việt trong 24 năm. Ông là 1 trong 14 vị anh hùng tiêu biểu của dân tộc Việt Nam.
Khi còn thiếu thời ông làm quan cho nhà Đinh dưới thời Đinh Tiên Hoàng, đến chức Thập đạo tướng quân. Năm 979, viên quan Đỗ Thích giết vua Đinh Tiên Hoàng và người con Đinh Liễn, người con thứ tên Đinh Toàn nối ngôi lúc 6 tuổi, Lê Đại Hành làm Nhiếp chính, xưng là Phó vương, nắm đại quyền triều đình. Nhà Tống lấy cớ Lê Đại Hành chuyên quyền để phát binh xâm lược Đại Cồ Việt (nhưng đây chỉ là cái cớ, còn chiếu phát binh của vua Tống cho thấy nhà Tống muốn khôi phục sự cai trị của mình lên nước Việt giống như thời nhà Đường).
Trước tình thế đó, Đại tướng quân Phạm Cự Lạng đem binh sĩ vào cung làm binh biến, buộc Thái hậu họ Dương (tức mẹ Đinh Toàn) trao long cổn cho Phó vương Lê Hoàn. Sau khi lên ngôi, Lê Hoàn tự mình làm tướng đánh tan quân Tống, chém tướng Hầu Nhân Bảo, bắt sống tướng Quách Quân Biện, Triệu Phụng Huân đem về Hoa Lư, giúp cho Đại Cồ Việt thanh bình, bảo toàn được nền độc lập của đất nước.
Hiện nay, có giả thuyết cho rằng Lê Hoàn là chủ mưu vụ ám sát vua Đinh Tiên Hoàng để giành ngôi. Giả thuyết này đúng sai chưa rõ vì không có bằng chứng, nhưng việc Lê Hoàn là một vị vua giỏi và có nhiều đóng góp cho đất nước là không thể phủ nhận. Sau khi lên ngôi, Lê Hoàn thu được nhiều thành tích nổi bật trong việc cai trị, như việc phát triển nông nghiệp, mở trường học, tuyển dụng nhân tài và đánh bại Chiêm Thành, đánh dẹp các tộc người ở biên giới, khiến họ phải quy phục triều đình. Vì vậy, ông vẫn được sử sách đánh giá là một minh quân có công trong việc xây dựng đất nước và được nhân dân ca ngợi.
Ông là nhạc phụ của Hoàng đế Lý Thái Tổ, ông ngoại của Hoàng đế Lý Thái Tông.

## Thân thế
Đại Hành Hoàng đế húy là Lê Hoàn, sinh ngày 15 tháng 7 năm Tân Sửu (10 tháng 8 năm 941), cha là Lê Mịch. Về mẹ của Lê Hoàn, Đại Việt sử ký toàn thư chép rằng mẹ ông họ Đặng nên gọi là Đặng thị, trong khi có sử liệu khác lại gọi mẹ ông là Đặng Thị Sen. Quê hương của ông ở đâu vẫn còn đang là vấn đề gây tranh cãi (xem phần tranh cãi về quê hương Lê Đại Hành).
Câu chuyện ông được sinh ra có nhuốm màu truyền thuyết. Khi mới có thai, mẹ ông chiêm bao thấy trong bụng nở hoa sen, chỉ chốc lát đã sinh ra Lê Hoàn.
Trong thôn có viên quan án là Lê Đột trông thấy lấy làm lạ, nói: "Tư cách đứa trẻ này, người thường không sánh được", bèn nhận làm con nuôi, chăm sóc dạy dỗ, không khác gì con đẻ. Có đêm mùa đông trời rét, Lê Hoàn úp cối mà ngủ. Đêm ấy ánh sáng đẹp đầy nhà, viên quan lén đến xem, thì thấy con rồng vàng che ấp bên trên, vì thế lại càng thêm quý trọng Lê Hoàn.

## Sự nghiệp

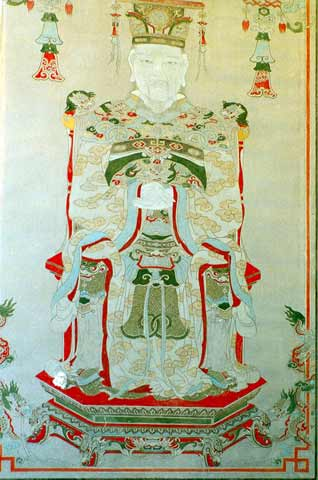
Tranh vẽ trong đền thờ Lê Đại Hành.

Lớn lên, Lê Hoàn theo giúp Nam Việt vương Đinh Liễn, tính tình phóng khoáng, có chí lớn. Sứ quân Đinh Bộ Lĩnh khen là người trí dũng, chắc thế nào cũng làm được việc, bèn giao cho cai quản 1 nghìn quân sĩ.
Năm 968, Đinh Bộ Lĩnh lên ngôi, tức vua Đinh Tiên Hoàng, đặt quốc hiệu là Đại Cồ Việt. Năm 971, Đinh Tiên Hoàng bắt đầu quy định cấp bậc văn võ, tăng đạo. Đinh Đế lấy Nguyễn Bặc làm Định quốc công, Lưu Cơ làm Đô hộ phủ Sĩ sư, Lê Hoàn làm Thập đạo tướng quân, Tăng thống Ngô Chân Lưu được ban hiệu là Khuông Việt đại sư, Trương Ma Ni làm Tăng lục, Đạo sĩ Đặng Huyền Quang được trao chức Sùng chân uy nghi.
Tháng 10 năm 979, Chi hậu nội nhân Đỗ Thích giết Đinh Tiên Hoàng và Nam Việt Vương Đinh Liễn ở sân cung. Định quốc công Nguyễn Bặc, Ngoại giáp Đinh Điền cùng Lê Hoàn rước Vệ vương Đinh Toàn lên ngôi hoàng đế và tôn mẹ Đinh Toàn là Dương Vân Nga làm Hoàng thái hậu. Vệ vương Đinh Toàn lên ngôi khi mới 6 tuổi, Lê Hoàn làm nhiếp chính đảm đương việc nước, xưng là Phó vương. Định quốc công Nguyễn Bặc, Ngoại giáp Đinh Điền, Phạm Hạp nghi ngờ Hoàn sẽ làm điều bất lợi cho vua nhỏ, bèn dấy binh, chia hai đường thủy bộ, muốn tiến về Hoa Lư giết Lê Hoàn.
Lê Hoàn chỉnh đốn quân lữ, đánh nhau với Đinh Điền, Nguyễn Bặc ở Tây Đô, Đinh Điền, Nguyễn Bặc bỏ chạy, đem quân thủy ra đánh. Lê Hoàn nhân chiều gió phóng lửa đốt thuyền chiến, chém Đinh Điền, bắt Nguyễn Bặc đóng cũi đưa về kinh sư, sau đem chém. Phạm Hạp được tin, mất khí thế, chạy về làng Cát Lợi ở Bắc Giang. Lê Hoàn đuổi theo, bắt sống Phạm Hạp mang về kinh sư.

### Nhà Tống xuất binh
Tháng 6 năm 980, Tri châu Ung của nhà Tống là Thái thường Bác sĩ Hầu Nhân Bảo dâng thư khuyên hoàng đế Tống Thái Tông nên lựa thời cơ nước Nam rối ren, vua còn nhỏ, đem quân chinh phạt. Vua Tống nghe theo.
Tháng 7 năm 980, nhà Tống lấy Hầu Nhân Bảo làm Giao châu lục lộ thủy lộ Chuyển vận sứ, Lan Lãng đoàn luyện sứ Tôn Toàn Hưng, Bất tác sứ Hác Thủ Tuấn, Yên bi khố sứ Trần Khâm Tộ, Tả giám môn tướng quân Thôi Lượng làm Ung Châu Lộ binh mã Bộ thư, Ninh Châu Thứ sử Lưu Trừng, Quân khi khố Phó sứ Giả Thực, Cung phụng quan Cáp môn chi hậu Vương Soạn làm Quảng Châu Lộ binh mã Đô bộ thư, họp quân cả bốn hướng, hẹn ngày cùng sang chinh phạt nước Nam.

### Lên ngôi vua
Nhận tin quân Tống chuẩn bị xâm lược, Thái hậu sai Lê Hoàn chọn dũng sĩ đi chiến đấu, lấy người Nam Sách Giang là Phạm Cự Lạng làm Đại tướng quân. Khi triều đình đang bàn kế hoạch xuất quân, Phạm Cự Lạng cùng các tướng quân khác đều mặc áo trận đi thẳng vào Nội phủ, nói với mọi người: "Thưởng người có công, giết kẻ trái lệnh là phép sáng để thi hành việc quân. Nay chúa thượng còn trẻ thơ, chúng ta dẫu hết sức liều chết để chặn giặc ngoài, may có chút công lao, thì có ai biết cho? Chi bằng trước hãy tôn lập ông Thập đạo làm Thiên tử, sau đó sẽ xuất quân thì hơn". Quân sĩ đều hô vạn tuế.
Thái hậu thấy mọi người vui lòng quy phục bèn sai lấy áo long cổn khoác lên người Lê Hoàn, mời lên ngôi Hoàng đế. Từ đó ông lên ngôi hoàng đế, đổi niên hiệu là Thiên Phúc năm đầu (980), giáng phong Đinh Toàn làm Vệ vương. Lê Hoàn còn truy phong cha làm Trường Hưng vương và mẹ họ Đặng làm Hoàng thái hậu.

## Chiến tranh với Bắc Tống (981)

Lê Hoàn đại phá quân Tống năm 981.

### Ngoại giao
Tháng 8 năm 980, vua Tống xuống chiếu đem quân xâm lược Đại Cồ Việt, sai Lư Đa Tốn mang thư sang. Tháng 10 cùng năm, vua Lê Hoàn sắp phát binh, sai Nha hiệu là Giang Cự Vọng, Vương Thiệu Tộ đưa thư sang Tống giả làm thư Vệ vương Đinh Toàn thỉnh cầu Lê Hoàn nối ngôi cha, ban cho mệnh lệnh chính thức; ý muốn hoãn binh nhà Tống.
Nhà Tống sai Trương Tông Quyền mang thư trả lời rằng: Họ Đinh truyền nối ba đời, trẫm muốn cho Toàn làm thống soái, khanh làm phó. Nếu Toàn tướng tài chẳng có, vẫn còn trẻ con, thì nên bảo cả mẹ con cùng thân thuộc sang quy phụ. Đợi khi bọn họ vào chầu ắt sẽ có điển lễ ưu đãi và sẽ trao cờ tiết cho khanh. Nay có hai đường, khanh nên chọn một. Vua Lê Hoàn không nghe.
Nhà Tống liền thảo chiếu chỉ chinh phạt Đại Cồ Việt, nội dung lời chiếu chỉ như sau:
Thanh giáo và oai linh của nước nhà vang khắp cả mọi nơi, gần đây đất Diên Chỉ (chỉ Đại Cồ Việt) chưa sáp nhập vào địa đồ Trung-Quốc, chúng ở một phương, gần nơi Ngũ Lĩnh. Từ cuối đời Đường rối loạn, chia sẻ đất đai, rồi chúng làm ra một nước tiếm ngụy, ở xa thanh giáo thành ra phong tục như đứa mù đứa điếc. Kịp khi Phiên-Ngung đã bình định, mới ban cho chính sóc mà tuân hành, tuy đã phục tùng chịu làm phiên thuộc, nhưng cứ tu luyện binh lính, có ý quật cường. Lễ thờ phụng nước trên, lẽ nào như thế? Vậy ta bất đắc dĩ phải trị tội gian ngụy để cứu dân, phải cử binh qua đánh để khai hóa xứ mọi rợ; nay cho bọn Tôn Toàn Hưng xuất quân qua đánh.

### Diễn biến
Nhà Tống dùng Lan Châu Đoàn luyện sứ là Tôn Toàn Hưng, Bát tắc sứ là Thích Hậu, Tả Giám môn vệ Đại tướng quân là Thôi Lượng làm chức Lục lộ Binh mã Tổng quản, từ đường Ung Châu tiến quân; Ninh Châu Thứ sử là Lưu Trừng, Án bí Khố sứ là Giả Thực, Cung phụng Quan Các môn Chi hậu là Vương Soạn làm chức Thủy quân Binh mã Tổng quản do đường Quảng Châu tiến quân. Lại dùng Ngọ Xương Duệ làm chức Tri Giao châu Hành doanh Thông tục. Hầu Nhân Bảo chỉ huy. Nhóm Toàn Hưng từ giã; vua nhà Tống là Thái Tông lại hạ chiếu cho dẫn tiến, khiến Lương Quýnh thiết tiệc ở vườn Ngọc Tân để tống tiễn.
Mùa thu năm 980, quân Tống khởi hành. Tháng 12 năm 980, quân Tống phá được hơn 1 vạn quân Đại Cồ Việt.
Mùa xuân, tháng 2 năm 981, Hầu Nhân Bảo, Tôn Toàn Hưng đến Lạng Sơn, Trần Khâm Tộ đến Tây Kết, Lưu Trừng đến sông Bạch Đằng. Vua Lê Hoàn đích thân làm tướng, sai quân sĩ đóng cọc ngăn sông Chi Lăng. Sách Việt sử tiêu án chép: Vua tự làm tướng ra chống đánh, sai sĩ tốt cắm gỗ, đầu bịt sắt để ngăn cửa sông.
Vua Lê Hoàn đã cho xây dựng một tòa thành có tên là Bình Lỗ để chống quân Tống. (Tháng 6 năm 1300, Hưng Đạo Đại vương Trần Quốc Tuấn có nhắc đến thành này trong lời dặn lúc ông sắp mất: "Ngày xưa Triệu Vũ Đế dựng nước, hoàng đế nhà Hán cho quân đánh, nhân dân làm kế thanh dã, đại quân ra Khâm Châu, Liêm Châu đánh vào Trường Sa, Hồ Nam, còn đoản binh thì đánh úp phía sau. Đó là một thời. Đời nhà Đinh, nhà Tiền Lê dùng người tài giỏi, đất phương nam mới mạnh mà phương bắc thì mệt mỏi suy yếu, trên dưới một dạ, lòng dân không lìa, xây thành Bình Lỗ mà phá được quân Tống...")
Mùa hạ năm 981, quân Tống giao chiến với quân Việt, quân Tống chém được hơn 1000 người, bắt được hơn 200 thuyền chiến. Phạm Cự Lạng xin Lê Hoàn rút quân tại Ba Bộ. Chuyển vận sứ nhà Tống là Hầu Nhân Bảo cùng đạo tiền quân tiến sâu vào, bị thất bại luôn. Cánh quân Tôn Toàn Hưng do đường thủy và đường bộ tới làng Đa-La, không gặp Hầu Nhân Bảo, bèn trở về Ba Bộ.
Vua Lê Hoàn sai quân sĩ trá hàng để dụ Hầu Nhân Bảo, đem chém. Sách Việt sử tiêu án chép: sai người trá hàng, bắt được Nhân Bảo. Sách An Nam chí lược chép: Lê Hoàn giả đầu hàng để dụ địch, Nhân – Bữu bèn trúng kế mà bị hại.
Trần Khâm Tộ nghe tin quân thủy thua trận, dẫn quân về. Vua Lê Hoàn thừa thắng đuổi đánh, quân của Khâm Tộ thua to, chết đến quá nửa, thây chết đầy đồng; bắt sống đại tướng là Quách Quân Biện, Triệu Phụng Huân đưa về Hoa Lư. Từ đó trong nước rất yên.

### Sau chiến tranh
Sau chiến tranh, nước Việt an bình, bầy tôi dâng tôn hiệu cho vua Lê Hoàn là Minh Càn Ứng Vận Thần Vũ Thăng Bình Chí Nhân Quảng Hiếu Hoàng Đế. Vua sai sứ sang nhà Tống cống các đồ thổ sản và dâng biểu tạ lỗi. Giang Nam Chuyển vận sứ của nhà Tống là Hứa Trọng Tuyên đem việc Nhân Bảo thua chết tâu lên. Vua Tống xuống chiếu rút quân về, sai sứ quở trách bọn Lưu Trừng, Giả Thực, Vương Soạn. Trừng ốm chết, Soạn bị giết ở Ung Châu, Tôn Toàn Hưng bị xử tội chết và bêu ở chợ.

## Chiến tranh với Chiêm Thành
Khi người Việt nội thuộc triều đình ở Trung nguyên thì ở phía Nam, người Chiêm Thành đã sớm xây dựng được một quốc gia độc lập tự chủ từ năm 192. Sinh sống ở các thung lũng Nam Trung Bộ hẹp và nhỏ, vương quốc Chiêm Thành có thế mạnh về hàng hải và các ngành nghề thủ công, nhưng lại thiếu những miền châu thổ rộng lớn. Bởi vậy, từ khi lập nước, Chiêm Thành liên tục tiến hành các hoạt động quân sự với Đại Cồ Việt. Năm 803, vua Chiêm sai viên tướng Senapati Par đem quân xâm phạm An Nam, vây hãm phía nam quận Cửu Chân. Năm 979, quân Chiêm được Ngô Nhật Khánh dẫn đường, tổ chức lực lượng thủy quân hùng hậu tiến đánh Hoa Lư theo đường biển, nhưng bị tan vỡ vì gặp bão ở cửa biển Thần Phù.
Năm 982, Lê Hoàn cử Ngô Tử Canh và Từ Mục đi sứ Chiêm Thành bị vua Chiêm là Bê Mi Thuế (Paramesvaravarman) bắt giữ. Lê Hoàn tức giận, sai đóng chiến thuyền, sửa binh khí, tự làm tướng đi đánh, chém Bê Mi Thuế tại trận. Chiêm Thành thua to. Bắt sống được quân sĩ nhiều vô kể, cùng là tài nữ trong cung trăm người và một nhà sư người Thiên Trúc, lấy các đồ quý đem về, thu được vàng bạc của báu kể hàng vạn; san phẳng thành trì, phá hủy tông miếu, vừa một năm thì trở về kinh sư. Tống sử cho biết Lê Hoàn đã sai sứ dâng 93 tù binh Chiêm Thành cho vua Tống nhằm chứng tỏ thực lực của Đại Cồ Việt. Khi nhà vua đi đánh Chiêm, qua núi Đồng Cổ đến sông Bà Hòa, đường núi hiểm trở khó đi, bèn sai đào hải cảng mới, đào xong, công và tư đều tiện lợi.
Cũng theo Tống sử, năm 990, Lê Hoàn lại đem quân đánh vào châu Địa Lý (Chiêm Thành), bắt được nhiều quân dân và tịch thu nhiều của cải. Đến các năm 995 và 997, quân Chiêm kéo sang đánh phá biên giới Đại Cồ Việt, Lê Hoàn phải cho quân đánh đuổi.

## Chính quyền
Triều nhà Đinh, vua Đinh Bộ Lĩnh chia nước làm mười đạo; Lê Hoàn lập ra nhà Tiền Lê, đổi mười đạo làm lộ, phủ, châu. Hiện không rõ các tên hiệu và vị trí của các lộ, phủ châu như thế nào, sử cũ vẫn dùng các tên châu cũ do nhà Đường xâm lược nước Việt đặt ra. Lê Hoàn vẫn đóng đô ở thành Hoa Lư, theo sách Cương mục Hoa Lư là sơn phận hai xã Uy Viễn và Uy Tế, huyện Gia Viễn, tỉnh Ninh Bình; theo sách An Nam chí lược Hoa Lư ở huyện Lê Bình, nay là huyện Gia Viễn. Lê Hoàn lên ngôi năm đầu, đặt các chức quan Thái sư, Thái úy, Tổng quản, Đô chỉ huy sứ. Nhà vua phong quân sư người Tống là Hồng Hiến làm Thái sư, Phạm Cự Lạng làm Thái úy, Từ Mục làm Đại Tổng quản tri quân dân, Đinh Thừa Chính làm Nha nội Đô Chỉ huy sứ. Về việc quân sự, năm 986 đặt binh Túc vệ, gọi là Thân quân, trên trán đều thích chữ Thiên Tử Quân, về sau lệ cấm quân thích chữ ở trán, bụng, đùi bắt đầu từ đây. Năm 988, định ngũ quân, chia tướng hiệu làm hai ban.
Lê Hoàn phong cho các con ra các trấn địa phương; năm 989 phong cho Thái tử Thâu làm Kình Thiên Đại vương ở kinh đô Hoa Lư; con thứ hai tên Ngân Tích làm Đông Thành vương, theo suy đoán của Đào Duy Anh có lẽ cho đất ở phía đông kinh thành; con thứ ba tên Việt làm Nam Phong vương. Năm 991 phong cho con thứ tư tên Đinh làm Ngự Man vương, đóng ở Phong Châu; cho con thứ sáu là Cân làm Ngự Man vương, đóng ở trại Phù Lan (nay là xã Phù Vệ, huyện Đường Hào, tỉnh Hải Dương). Năm 992 phong cho con thứ năm là Đĩnh làm Khai Minh vương, đóng ở Đằng Châu (Hưng Yên ngày nay); cho con thứ bảy là Tung làm Định phiên vương, đóng ở thành Tử Dinh trên sông Ngũ Huyện - con sông chảy qua các huyện Yên Lãng, Kim Anh, Đông Ngàn, Yên Phong, Tiên Du vào sông Cầu; cho con thứ tám là Tương làm Phó vương, đóng ở sông Đỗ Động, tức sông Nhuệ; cho con thứ chín là Kính làm Trung Quốc vương, đóng ở Càn Đà, huyện Liên Mạt, nay là Tiên Lữ, Hưng Yên. Năm 994 phong cho con thứ mười hai tên Mang làm Nam Quốc vương, đóng ở châu Vũ Lang, thuộc Thanh Hóa. Năm 995 phong cho con thứ mười một tên Đề làm Hành Quân vương, đóng ở châu Cổ Lãm, huyện Từ Sơn, Bắc Ninh, cho con nuôi là Phù Đới vương, đóng ở Phù Đới hương, thuộc Hải Dương.

### Quân sự
Ngoài các chiến thắng quân sự đối với nhà Tống, nước Chiêm, Lê Hoàn còn phải đối phó với các cuộc phản loạn trong nước và nhà vua thực hiện nhiều cuộc chinh phạt nhằm mở mang bờ cõi. Năm 989, vua Lê Hoàn sai viên Quảng giáp là Dương Tiến Lộc đi thu thuế ở châu Hoan, châu Ái; Tiến Lộc làm phản, đem người hai châu ấy xin theo về với Chiêm Thành. Chiêm Thành không nhận. Lê Hoàn nghe tin, đem quân đánh châu Hoan, Ái đuổi bắt được Dương Tiến Lộc và giết người hai châu ấy không biết bao nhiều người mà kể.
Năm 995, vua Lê Hoàn cho quân vào trấn Như Hồng thuộc Khâm Châu (nước Tống), đánh phá cư dân, cướp bóc lương thực, rồi bỏ đi. Mùa hạ cùng năm, vua Lê Hoàn lại dẫn 5.000 binh Tô Châu vào cướp Lộc-Châu, thuộc huyện của Ung Châu, giao chiến với quân Tống do Tuần kiểm Dương Văn Kiệt chỉ huy, sau đó phải trở về. Năm 996, vua Lê Hoàn đem quân đi đánh được bốn động Đại, Phát, Đan, Ba ở Ma Hoàng. Tháng 7, năm 996 vua Lê Hoàn thân đi đánh quân làm phản ở Đỗ Động Giang, bắt được đồ đảng đem về kinh sư.
Năm 999, vua Lê Hoàn thân đi đánh Hà Động..., tất cả 49 động và phá được động Nhật Tắc, châu Định Biên. Từ đó các châu động đều quy phục. Năm 1000, Lê Hoàn xuống chiếu đi đánh người ở châu Phong là Trịnh Hàng, Trường Lệ, Đan Trường Ôn, khiến cho nhóm người này phải chạy vào vùng núi Tản Viên.
Năm 1001, Lê Hoàn thân đi đánh quân Cử Long. Quân Cử Long thấy vua Lê Hoàn, giương cung nhắm bắn thì tên rơi, lại giương cung thì dây đứt, tự lấy làm sợ mà rút lui. Vua Lê Hoàn bèn đi thuyền vào Cùng Giang để đuổi. Quân Cử Long bày trận hai bên bờ chống lại, quan quân bị hãm ở giữa sông, vua cũ nhà Đinh là Vệ vương Toàn trúng tên chết tại trận. Vua Lê Hoàn kêu trời ba tiếng rồi thúc quân đánh, quân Cử Long tan vỡ. Năm 1003, vua Lê Hoàn đi Hoan Châu, vét kinh Đa Cái thẳng đến Tư Củng trường ở Ái châu. Người Đa Cái làm phản, chém đầu để rao.

### Kinh tế
Lê Đại Hành khi cai trị đã cho xây dựng nhiều công trình, đẩy mạnh sản xuất nông nghiệp và thủ công nghiệp để chấn hưng đất nước. Ông là vị vua mở đầu cho lễ Tịch điền nhằm khuyến khích sản xuất nông nghiệp dưới chế độ phong kiến Việt Nam. Mở đầu cho một lễ nghi trọng đại mà các vương triều sau tiếp tục noi theo để khuyến khích phát triển sản xuất nông nghiệp. Mùa xuân năm 987, vua Lê Hoàn lần đầu cày ruộng Tịch điền ở núi Đọi được một hũ nhỏ vàng; lại cày ở núi Bàn Hải được một hũ nhỏ bạc, nhân đó đặt tên là ruộng Kim Ngân. Năm 1003, vua Lê Hoàn đi Hoan Châu, vét kinh Đa Cái thông thẳng đến Tư Củng trường ở Ái châu.
Lê Đại Hành cũng là vị vua đầu tiên tổ chức đào sông. Công trình đào sông Nhà Lê (hiện được nối liền 4 tỉnh Ninh Bình, Thanh Hóa, Nghệ An, Hà Tĩnh và là một di tích lịch sử) do Lê Hoàn khởi dựng là con đường giao thông thủy nội địa đầu tiên của Việt Nam. Sự nghiệp mở đầu vĩ đại đó đã trở thành phương châm hành động của các thời Lý, Trần, Hậu Lê, Nguyễn sau này. Từ con sông đào do Lê Hoàn khai phá trên đất Thanh Hóa, đến thời Lý, Trần sông đào đã xuất hiện ở đồng bằng Bắc Bộ đến Thanh-Nghệ-Tĩnh. Đến thời Lê đã rộng khắp dải miền Trung Bộ và đến thời Nguyễn thì sông đào có mặt ở khắp mọi miền Việt Nam.

### Ngoại giao
Theo Phan Huy Chú, nước Việt ở cõi Nam nuôi dân dựng nước có quy mô riêng, bên trong xưng đế, bên ngoài xưng vương, vẫn chịu phong hiệu của Trung Quốc. Năm 980, vua Tống sai Lư Tập đi sứ Đại Cồ Việt, lúc này Lê Hoàn đã nắm quyền bính, đã đại diện cho Đinh Toàn để đứng ra tiếp sứ, tiến cống châu báu, đồng thời gửi biểu nói rằng triều đình đã tự nguyện tôn Lê Hoàn lên làm vua. Nhưng vua Tống không chịu đòi Đinh Phế Đế nắm giữ cai trị đất Giao Chỉ, hoặc 2 mẹ con họ Đinh đến chầu Thiên triều thì Lê Hoàn sẽ được nắm quyền cai trị. Lê Hoàn không nghe, hai bên đánh nhau, nhà Tống thua; để giảng hòa Lê Hoàn vẫn sai sứ giả sang Trung Quốc thông hiếu. Vua Tống sai sứ sang phong cho Lê Hoàn lần lượt các chức như Đặc Tiến, Giao Chỉ quận vương, Nam Bình vương kiêm trị trung. Tháng 10 âm lịch năm 986, Lê Hoàn trao trả các tướng Tống bị bắt năm 981 là Quách Quân Biện, Triệu Phụng Huân về nước.
Về nghi thức tiếp đãi sứ giả, năm 987 nhà Tống sai Lý Giác sang Đại Cồ Việt. Khi Giác đến chùa Sách Giang, vua Lê Hoàn sai Thiền sư Đỗ Pháp Thuận giả làm người chèo đò ra đón. Lý Giác vốn hay văn thơ, ngâm một bài thơ, nhà sư cũng họa theo, Giác lấy làm lạ. Khi ra về, Lý Giác làm thơ có ý khen Lê Hoàn như vua Tống, Lê Hoàn khen ý tốt, cho rất hậu, lại sai người làm thơ tặng sứ giả.
Năm 990, nhà Tống sai người sang sách phong, Lê Hoàn sai người đem thủy quân đi đón. Bây giờ sứ thần sang phong cũng giản dị nên nhà vua coi thường, sự đón tiếp làm ra vẻ sơ sài, kiêu ngạo. Nơi sứ quán, đồ cung tiếp không đầy đủ. Khi sứ sắp đến, Lê Hoàn mới làm gian nhà lợp tranh đề chữ Mao kính dịch, nghĩa là trạm qua đường lợp cỏ tranh. Đến khi Lê Hoàn ra đón ngoài thành thì quân dung lộng lẫy, cờ đàn bay khắp nơi. Vua cùng với sứ giả giong cương ngựa cùng đi. Đến cửa điện Minh Đức, Lê Hoàn nhận tờ chế đặt trên điện, không lạy, nói khéo rằng do đánh nhau với quân Man nên bị ngã ngựa, đau chân. Hôm sau lại bày trò vui tiếp sứ giả, nhân đấy nói sứ giả: đường sá xa xôi, núi sông hiểm trở, sau này nếu có thư tín gì về việc nước, thì nên giao cho đầu biên giới, khỏi phiền sứ quân đến đây. Sứ thần về tâu lại, vua Tống nghe theo.

## Qua đời
Mùa xuân, ngày 8 tháng 3 âm lịch năm Ất Tỵ (18 tháng 4 năm 1005), Lê Hoàn mất ở điện Trường Xuân, gọi là Đại Hành Hoàng Đế, sau nhân đó dùng làm miếu hiệu mà không đổi, triều đình an táng ở Sơn lăng, châu Trường Yên. Lê Long Việt, Đông Thành vương, Trung Quốc vương, Khai Minh vương là những người con ông, tranh ngôi tám tháng khiến nước không chủ.

## Nhận định
- Sử gia Lê Văn Hưu nhận định:[30]

| “                | Lê Đại Hành giết Đinh Điền, bắt Nguyễn Bặc, tóm Quân Biện, Phụng Huân dễ như lùa trẻ con, như sai nô lệ, chưa đầy vài năm mà bờ cõi định yên, công đánh dẹp chiến thắng dẫu là nhà Hán, nhà Đường cũng không hơn được. Có người hỏi: Đại Hành với Lý Thái Tổ ai hơn? Thưa rằng: Kể về mặt trừ dẹp gian trong, đánh tan giặc ngoài, làm mạnh nước Việt ta, ra oai với người Tống thì Lý Thái Tổ không bằng Lê Đại Hành có công lao gian khổ hơn. Nhưng về mặt tỏ rõ ân uy, lòng người suy tôn, hưởng nước lâu dài, để phúc cho con cháu thì Lê Đại Hành không bằng Lý Thái Tổ lo tính lâu dài hơn. | ” |
| — Đại Việt sử ký | |   |

- Sử gia Ngô Sĩ Liên nhận định:[30]

| “                         | Vua đánh đâu được đấy, chém vua Chiêm Thành để rửa cái nhục phiên di bắt giữ sứ thần, đánh lui quân Triệu Tống để bẻ cái mưu tất thắng của vua tôi bọn họ, có thể gọi là bậc anh hùng nhất đời vậy. Song trong khi làm nhiếp chính mà tự xưng là Phó Vương, dẫn đến việc bọn Điền, Bặc phải khởi binh, lên ngôi vua thì phải nhờ bọn Cự Lạng đem binh đến uy hiếp, làm cung điện thì lấy vàng, bạc mà trang sức. Phàm những việc như thế thì không bằng Lý Thái Tổ biết nghĩ xa hơn. Văn Hưu nói lấy đức của nhà Lý mà soi đức của nhà Lê thì [đức của Lý] dày hơn, há chẳng đúng sao! | ” |
| — Đại Việt Sử ký Toàn thư | |   |

- Sử gia Ngô Thì Sĩ nhận định:

| “                 | Vua Đại Hành là người anh minh, quả quyết, nhiều mưu trí, dụng binh khéo như thần, cho nên khu sách các anh hào, vang động cả quân Mán và người Tàu. Nhưng vì tính nghiêm khắc, ưa nịnh hót, chỉ cốt làm cung điện cho lộng lẫy xa xỉ, còn chỗ dinh thự và trại lính thì để chật hẹp quê kệch. Sứ thần Tống thấy thế chê cười. | ” |
| — Việt sử tiêu án | |   |

- Tư liệu lịch sử truyền thống Trung Quốc nhận định về Lê Hoàn đều là những điều tiêu cực. Theo Tống sử Giao chỉ truyện được Thoát Thoát nhà Nguyên biên soạn: "Lê Hoàn tướng mạo xấu xí mắt híp bản tính hung tàn, thường xuyên ngăn sông cách núi làm đều ngỗ nghịch. người này tâm tính tàn nhẫn tiểu nhân ti bỉ. Trong đám tâm phúc có đến năm bảy hoạn quan kề cận. Thích uống rượu, lấy việc ra lệnh làm vui. Quan lại thạo việc được cất nhắc kề cận, phạm lỗi nhỏ sẽ bị đem ra giết hoặc bị đánh 100 đến 200 roi. Phụ tá có chút không vừa ý bị đánh 30 đến 50 roi, bị truất làm ám lại (quan cấp thấp), khi nguôi giận lại phục hồi chức vị.[38] Tống Hội Yếu viết rằng: "Cha con Lê Hoàn đam mê tửu sắc, tuý sinh mộng tử, cuộc sống thác loạn vô độ".
- Theo Phan Huy Chú nhận định trong Lịch triều hiến chương loại chí: Lê Đại Hành là một vị vua mà "Sứ thần Trung Quốc phải tôn sùng, tù trưởng sơn động hết chuyện làm phản. Thành Hoa Lư phồn vinh hơn cả nhà Đinh. Còn lưu ý đến sức dân, quan tâm đến chính sự của nước, chú trọng nghề làm ruộng, nghiêm ngặt việc biên phòng, y định pháp lệnh. Tuyển lựa quân ngũ... có thể nói là hết sức siêng năng, hết lòng lo lắng".[39]
- Theo Việt giám thông khảo tổng luận, Lê Tung bàn rằng:[40]

| “         | Lê Đại Hành cầm quyền tướng quân mười đạo, giữ chức nhiếp chính, vua bé nước nguy, nhân thời chịu mệnh, giết vua Chiêm Thành để rửa cái nhục sứ thần bị bắt, phá quân Triệu Tống làm nhụt cái mưu tất thắng của chúng. Dùng bọn Hồng Hiến, Cự Lạng, Từ Mục, Tử An để làm tả hữu. Cày ruộng tịch điền ở Long Đội, mời người xử sĩ ở Tượng Sơn, kén dùng hiền tài, dựng mở trường học, có mưu lược to lớn của bậc đế vương. Nhưng làm lắm việc thổ mộc, lấy vàng ngọc trang sức cung lầu, gây nhiều việc can qua, coi nhân dân không khác cỏ rác, dẫu muốn không suy, có thể được không? | ” |
| — Lê Tung | |   |

Lê Đại Hành tin dùng, lắng nghe sự cố vấn của các thiền sư Phật giáo như Vạn Hạnh, Khuông Việt và Đỗ Pháp Thuận. Những cao tăng này đã hỗ trợ tích cực cho ông trong các hoạt động chính trị, quân sự và ngoại giao.
- Sách Đại Việt sử ký toàn thư viết rằng: "Vua trừ nội gian mà lấy được nước, đuổi giặc ngoài để yên dân, trong nước thanh bình, Bắc Nam vô sự. Tiếc rằng không sớm chọn con nối, khiến cho con cái tranh nhau bên trong, dẫn đến mất ngôi".
- Theo sách An Nam chí lược, trước khi sai quân đánh Đại Việt, vua Tống Thái Tông đã ra lời chiếu như sau: Thanh-giáo và oai linh của nước nhà vang khắp cả mọi nơi, gần đây đất Diên-Chỉ chưa sáp nhập vào địa-đồ Trung-Quốc, chúng ở một phương, gần nơi Ngũ-Lĩnh. Từ cuối đời Đường rối loạn, chia sẻ đất đai, rồi chúng làm ra một nước tiếm ngụy, ở xa thanh-giáo thành ra phong-tục như đứa mù đứa điếc. Kịp khi Phiên-Ngung đã bình-định, mới ban cho Chính-Sóc mà tuân hành, tuy đã phục tùng chịu làm phiên thuộc, nhưng cứ tu luyện binh lính, có ý quật cường. Lễ thờ phụng nước trên, lẽ nào như thế? Vậy ta bất đắc dĩ phải trị tội gian ngụy để cứu dân, phải cử binh qua đánh để khai hóa xứ mọi rợ; nay cho bọn Tôn-Toàn-Hưng xuất quân qua đánh.[43]

Văn bản này đã xác nhận chính quyền nhà Tống chưa thực sự sáp nhập Đại Việt vào lãnh thổ Trung Quốc và Đại Việt có phong tục riêng biệt.

## Về tên "Đại Hành"
Theo Đại Việt Sử ký Toàn thư, khi vua mới mất mà chưa được đặt thụy hiệu thì được gọi là Đại Hành Hoàng đế. Do vua nối ngôi là Lê Ngọa Triều đã không đặt thụy hiệu nên "Đại Hành Hoàng đế" đã trở thành thụy hiệu của Lê Hoàn.
Sử gia Lê Văn Hưu viết:
| “ | Thiên tử và hoàng hậu khi mới băng hà, chưa táng vào sơn lăng, thì gọi là Đại Hành Hoàng Đế, Đại Hành Hoàng Hậu. Đến khi lăng tẩm đã yên thì hợp bầy tôi bàn xem đức hạnh hay dở để đặt thụy là mỗ hoàng đế, mỗ hoàng hậu, không gọi là Đại Hành nữa. Lê Đại Hành thì lấy Đại Hành làm thụy hiệu mà truyền đến ngày nay là làm sao? Vì Ngọa Triều là con bất tiếu, lại không có bề tôi Nho học để giúp đỡ bàn về phép đặt thụy cho nên thế. | ” |

Hiện nay nhiều ý kiến nghiêng về giải thích "đại hành" là một chuyến đi lớn. Có sách khác lại giải thích "đại hành" là đức hạnh lớn (hành và hạnh viết cùng một chữ 行, âm cổ đọc như nhau).
Theo Tạ Chí Đại Trường trong sách Sơ thảo bài sử khác cho Việt Nam:
Các vua Ngô, Đinh chết đi chẳng có thụy hiệu, miếu hiệu gì cả, sử quan về sau đành gọi là "chúa, vua đầu tiên" (Ngô Tiên Chủ, Tiên Hoàng Đế); còn Lê Hoàn chết đi, xác để đó chờ con cái tranh giành nên tạm gọi là "ông vua chưa chôn" (Đại Hành/Hạnh Hoàng Đế) rồi trở thành miếu hiệu vĩnh viễn cho sử Việt.

## Nghi vấn về quê hương
Theo Đại Việt Sử ký Toàn thư thì Lê Hoàn sinh ngày 15 tháng 7 năm Tân Sửu (tức ngày 10 tháng 8 năm 941). Về quê hương Lê Hoàn, vấn đề mà Ngô Thì Sĩ đặt ra từ thế kỷ XVIII, được thảo luận nhiều lần dưới thời nhà Nguyễn, nhưng các nhà sử học vẫn chưa đưa ra được kết luận nơi đâu trong ba nơi: Ninh Bình, Thanh Hóa hay Hà Nam là quê hương của ông. Năm 1981, tại hội thảo khoa học "Lê Hoàn và 1000 năm chiến thắng giặc Tống xâm lược", nhiều vấn đề chung về thế kỷ X, về quê hương, thân thế, sự nghiệp của ông bước đầu được giải quyết. Đến năm 2005, tại hội thảo "1000 năm Thăng Long và sự nghiệp của Lê Hoàn", trải qua một chặng đường đổi mới của sử học, nhiều vấn đề về quê hương của Lê Hoàn được đào sâu và nhìn nhận lại theo chiều hướng thoáng rộng hơn. Tựu trung có các ý kiến sau:

### Trường Châu(Ninh Bình)
Việt sử lược viết từ thời Trần ghi là: "Đại Hành vương húy là Hoàn, họ Lê, người Trường Châu". Trường Châu là vùng đất kinh đô Hoa Lư, Ninh Bình. PGS TS Trần Bá Chí trước từng viết rất công phu về quê hương, dòng dõi Lê Đại Hành cho rằng ông người Ái Châu (Thanh Hóa), thì tại hội thảo 2005 cũng khẳng định rằng quê gốc ông là Trường Yên, Hoa Lư, Ninh Bình. Các nhà nghiên cứu Mai Khánh (Bảo tàng Hà Nam) và TS Vũ Văn Quân đồng ý rằng Lê Hoàn là người Trường Châu nhưng cho rằng Trường Châu khi đó bao gồm cả Ninh Bình và Hà Nam. Thần tích một số đền thờ ở Hà Nam và Ninh Bình cũng khẳng định Lê Hoàn quê gốc Ninh Bình. Cũng giống các vị vua khác khi mất được hậu thế đưa về quê nhà, lăng mộ Lê Đại Hành đã được táng ở sơn lăng Trường Yên.

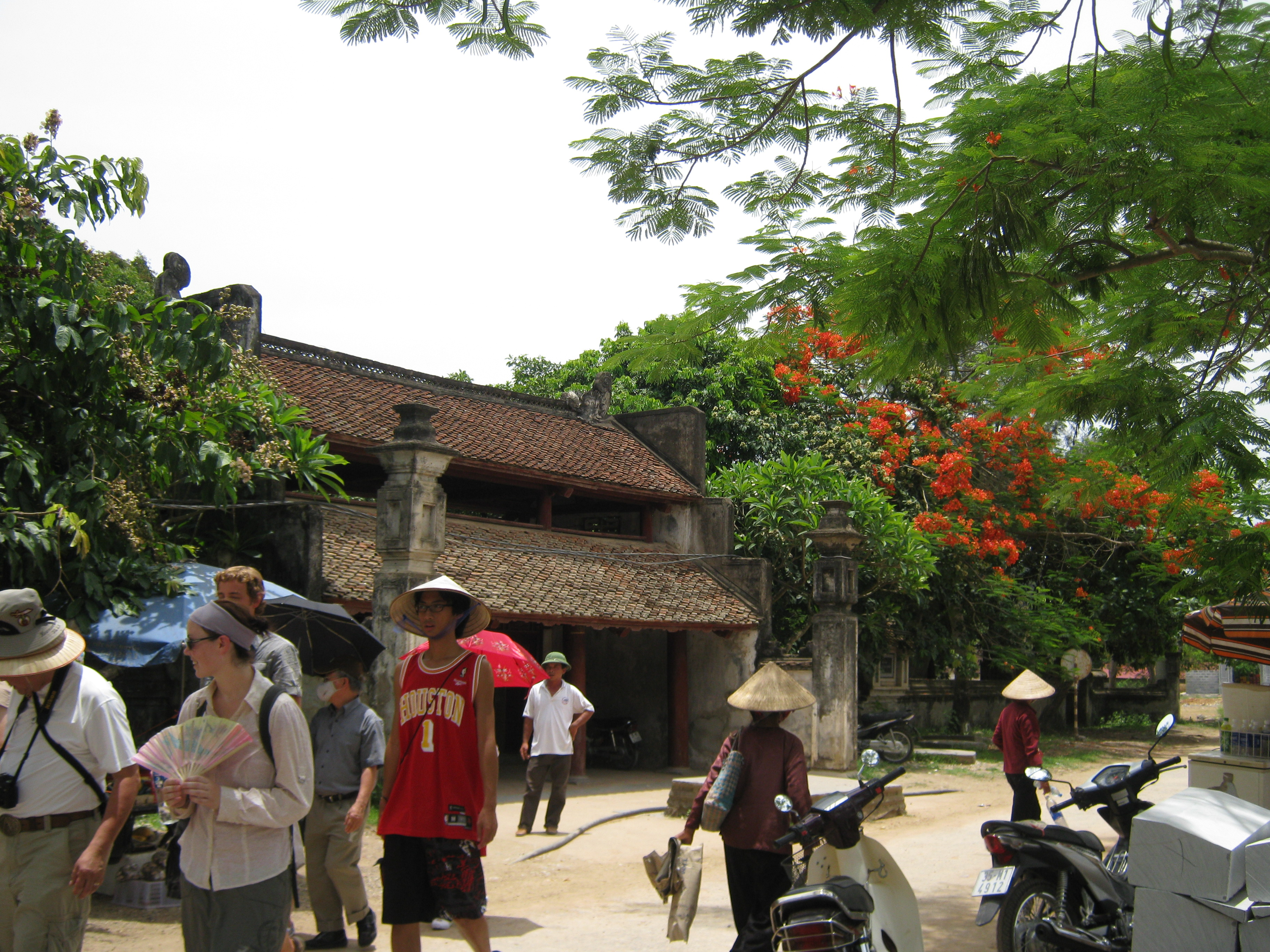
Cổng đền Vua Lê Đại Hành ở Hoa Lư.

### Ái Châu (Thanh Hóa)
Đại Việt Sử ký Toàn thư, Lịch triều hiến chương loại chí ghi: "Vua họ Lê, tên húy là Hoàn, người Ái Châu".
Sách "Các triều đại Việt Nam" còn cho rằng mẹ Lê Hoàn là Đặng Thị Sen chứ không gọi là Đặng thị.
Sách An Nam chí lược của Lê Tắc thời Trần, mục Lê nhị thế gia chép: "Lê Hoàn, người Ái Châu, có chí lược, được lòng quân sĩ". Website chính thức của tỉnh Thanh Hóa cũng khẳng định Lê Hoàn là người quê hương mình.
Đại Nam nhất thống chí chép: "Miếu Lê Đại Hành Hoàng đế ở xã Trung Lập, huyện Thụy Nguyên, chỗ này là nền nhà cũ của tiên tổ nhà vua". Mục tỉnh Hà Nội chép "mộ tổ Lê Đại Hành ở bên miếu xã Ninh Thái, huyện Thanh Liêm".
Sách Việt sử tiêu án, soạn giả Ngô Thì Sĩ chép: Vua Lê, tên Hoàn, người châu Ái, làm vua 24 năm, hưởng thọ 65 tuổi.

### Bảo Thái (Hà Nam)
Đại Việt sử ký tiền biên  ghi: "Xét thấy Lê Đại Hành Hoàng đế người làng Bảo Thái, huyện Thanh Liêm chứ không phải Ái Châu, sử cũ chép nhầm". Cuốn Việt Nam sử lược, Từ điển nhân vật lịch sử Việt Nam, Khâm định Việt sử thông giám cương mục đều ghi: "Lê Hoàn quê ở làng Bảo Thái, huyện Thanh Liêm". Nhà sử học Trần Quốc Vượng cho rằng Lê Hoàn sinh ở Thanh Liêm, Hà Nam và theo ông, Thanh Hóa chỉ có thể là quê ngoại hay quê cha nuôi Lê Hoàn. Lịch sử Hà Nam Ninh cũng đã nhận định: "Lê Hoàn quê nội ở Thanh Liêm (Hà Nam), quê ngoại ở Kẻ Sập (Thanh Hóa). Tuy sinh ở đất Ái Châu nhưng ông chỉ sống ở đấy hơn 10 năm, sau trở về Thanh Liêm". Giáo sư Lê Văn Lan cũng cho rằng Lê Hoàn "là đứa trẻ mồ côi ở làng Kẻ Sập - quê ngoại, chàng trai nghèo ở miền Bảo Thái quê nội". Ứng Hòe Nguyễn Văn Tố, sau khi điểm lại một số nhận định của các cuốn sử cũ đã nêu quan điểm: Thanh Liêm là nguyên quán của cha mẹ. Ái Châu là chỗ ở của cha nuôi, mỗi quyển chép theo một nghĩa. Đại Nam nhất thống chí của Quốc sử quán triều Nguyễn, phần ghi về lăng mộ ở huyện Thanh Liêm chép: "Mộ tổ Lê Đại Hành ở bên miếu xã Ninh Thái, huyện Thanh Liêm. Sử cũ cũng nhắc tới Trần Bình Trọng quê ở xã Thanh Liêm là hậu duệ của Lê Hoàn. Vị danh tướng thời Trần này được ban quốc tính vì có nhiều công trạng. Website chính thức của tỉnh Hà Nam cũng khẳng định Lê Hoàn là người quê hương mình.

### Ý kiến dung hòa
Thần tích Lê Hoàn tại lăng vua Lê, làng Ứng Liêm (Hà Nam) giải thích có vẻ "hợp tình, hợp lý" tất cả những vấn đề khúc mắc về quê quán, xuất thân của Lê Hoàn. Thần tích cho biết ông sinh ra ở xã Trường Yên, Hoa Lư, tỉnh Ninh Bình. Ông nội là Lê Lộc và bà nội là Cao Thị Phương; cha là Lê Hiền, mẹ là Đặng Thị Khiết. Nhà nghèo nên đã về xã Ninh Thái, Thanh Liêm, Hà Nam làm nghề chài lưới, đơm đó bắt cá. Ngày mùng 10 tháng 1 năm Nhâm Dần âm lịch (tức ngày 29 tháng 1 năm 942) sinh ra ông. Năm lên 7 tuổi, ông mồ côi cả cha lẫn mẹ, phải làm con nuôi quan án châu Ái (Thanh Hóa).
Tại Hội thảo Khoa học quốc gia "Lê Hoàn - Quê hương và sự nghiệp" được tổ chức ngày 06 tháng 09 năm 2016 tại Hà Nam, phát biểu kết luận hội thảo, Giáo sư, Nhà giáo Nhân dân Phan Huy Lê khẳng định: Thông qua những tư liệu lịch sử, cơ sở khoa học có thể khẳng định Hà Nam chính là quê gốc của Lê Hoàn.
Các nhà sử học cho rằng vấn đề quê hương Lê Hoàn ở đâu không quan trọng bằng điều dễ nhận thấy là cả Ninh Bình, Thanh Hóa và Hà Nam đều là những miền quê gắn bó mật thiết với cuộc đời và sự nghiệp của vị vua này. Dựa trên các tư liệu chính sử và tư liệu lưu tại các địa phương, đã minh chứng cụ thể về quê gốc, nơi sinh và dựng nghiệp của Lê Hoàn tại các địa danh tại Bảo Thái (Hà Nam), Thọ Xuân (Thanh Hóa) và Trường Châu (Ninh Bình).

### Kết luận
Với vai trò là Chủ tọa Hội thảo "Lê Hoàn - Quê hương và sự nghiệp" ngày 06/8/2016, Giáo sư, Nhà giáo Nhân dân Phan Huy Lê - Nguyên Chủ tịch Hội Khoa học Lịch sử Việt Nam đã phát biểu tổng kết: Sử sách chép Lê Hoàn người Trường Châu (Ninh Bình) hay Ái Châu (Thanh Hóa) hay Bảo Thái (Hà Nam), mỗi ý kiến đều có những căn cứ nhất định, nhưng chỉ qui về một địa phương là không rõ ràng và xác đáng.
1. Trường Châu (Ninh Bình) là nơi ông nội của Lê Hoàn là Lê Lộc cùng vợ là Cao Thị Khương đã từng sinh sống và từ đó chuyển đến Bảo Thái lập nghiệp. Không rõ quê gốc của Lê Lộc ở đâu, nhưng ông có sống ở Trường Châu trong một thời gian trước khi tới Bảo Thái.
2. Bảo Thái (Hà Nam) là nơi định cư của Lê Lộc, ông nội của Lê Hoàn. Tại đây Lê Lộc sinh ra Lê Hiền là cha của Lê Hoàn. Bảo Thái là quê hương hai đời (không trọn vẹn) của Lê Hoàn, có thể coi là quê tổ của Lê Hoàn. Đại Nam nhất thống chí cũng coi "mộ tổ của Lê Đại Hành" ở Bảo Thái.
3. Ái Châu (Thanh Hóa) là nơi Lê Hoàn sinh ra. Lê Hiền và vợ là Đặng Thị Khiết chuyển vào Trung Lập, huyện Thọ Xuân, từ đây sinh ra Lê Hoàn, sau được viên Quan sát họ Lê nhận làm con nuôi. Đây là nơi sinh của Lê Hoàn và quê hương của cha nuôi.

## Đền thờ
Tính đến năm 2014, các nhà nghiên cứu đã thống kê được hơn 51 nơi thờ Lê Đại Hành (trong đó có 19 nơi thờ riêng, 5 nơi phối thờ với bà Đô Hồ phu nhân; 5 nơi phối thờ với Thái hậu Dương Vân Nga và 22 nơi thờ với các vị thần khác). Ninh Bình là tỉnh có nhiều di tích thờ Lê Hoàn nhất với 15 nơi; tiếp theo là Thái Bình với 10 nơi; Hà Nội có 10 nơi, Nam Định 4 nơi, Hà Nam 3 nơi; Hải Dương, Thanh Hóa 2 nơi, các tỉnh Hưng Yên, Hải Phòng, Phú Thọ đã tìm thấy một nơi thờ.
Ninh Bình là vùng đất kinh đô của đất nước dưới thời Lê Hoàn, các đền thờ thường tập trung nhiều ở khu di tích Cố đô Hoa Lư như đền Vua Lê Đại Hành và đình Yên Thành ở Cố đô Hoa Lư, đình Trung Trữ ở Ninh Giang (Hoa Lư), di tích chùa Đẩu Long, đền Đồng Bến (thành phố Hoa Lư). Khu vực phía nam Ninh Bình là nơi vua đánh Tống và dẹp Chiêm đi qua nên có rất nhiều nơi thờ như đền Thượng Ngọc Lâm ở xã Yên Lâm, đền Vua Lê ở xã Yên Thắng, đình Từ Đường, đình Quảng Công ở xã Yên Thái (Yên Mô); các đền ở xã Khánh Ninh và đền Nội thị Lân ở thị trấn Yên Ninh (Yên Khánh); đình làng Yên Lâm ở xã Lai Thành và Miếu Dỹ Ninh xã Hồi Ninh (Kim Sơn);...
Thái Bình là nơi diễn ra một số trận đánh của Lê Hoàn khi còn là tướng giúp Đinh Bộ Lĩnh dẹp loạn 12 sứ quân, đặc biệt là chiến trận với các sứ quân Phạm Bạch Hổ, Lã Đường ở Hưng Yên, đồng thời vùng đất này cũng nằm trên đường hành quân từ kinh đô Hoa Lư ra các chiến trường Lục Đầu Giang, Chi Lăng và Bạch Đằng. Điều này có thể giải thích cho việc nhân dân quanh khu vực này thờ cúng Lê Hoàn, đặc biệt là vùng đất thuộc hai tổng Xích Bích và Ỷ Đôn xưa. Các nơi thờ tiêu biểu như di tích đình và đền Vua Lê Đại Hành ở các xã Chi Lăng, xã Đông Đô; xã Bắc Sơn, xã Tây Đô, xã Hòa Bình (huyện Hưng Hà); xã Thái Thịnh (huyện Thái Thụy); xã Quỳnh Sơn, xã Quỳnh Giao, xã Quỳnh Khê, xã Quỳnh Ngọc, xã Quỳnh Trang (huyện Quỳnh Phụ); xã Minh Tân (huyện Đông Hưng);...
Các đền thờ ở khu vực Hà Nội thường ở ven sông Nhuệ, trong đó Hà Đông 3 nơi, Thanh Trì 3 nơi (ở xã Tả Thanh Oai và Hữu Hòa), Sơn Tây 2 nơi, Thường Tín 1 nơi (đình An Lãng - xã Văn Tự) và Ứng Hòa một nơi (ở Đình Thanh Dương xã Đồng Tiến). Đình Trung Kính Hạ thuộc phường Yên Hòa, quận Cầu Giấy cũng thờ Vua Lê Đại Hành.
Khu di tích đình, chùa, miếu của khu Mộ Chu Hạ, phường Bạch Hạc, Việt Trì, Phú Thọ thờ Lê Đại Hành và 2 bà hoàng hậu. Đây là nơi rất xa kinh đô Hoa Lư so với các di tích khác thờ Lê Hoàn.
Hà Nam có đền Lăng ở xã Liêm Cần quê hương là nơi thờ Lê Hoàn. Ông cũng được thờ ở đình Cẩm Du, xã Thanh Lưu và đình Ứng Liêm, xã Thanh Hà. Cả ba di tích đều thuộc huyện Thanh Liêm.
Thanh Hóa có đền thờ Lê Hoàn ở làng Trung Lập, xã Xuân Lập, Thọ Xuân được cho là quê hương của người và đền Vua Lê Đại Hành ở chân dãy núi Tam Điệp, thuộc xã Nga Giáp, Nga Sơn, thuộc khu vực cửa biển Thần Phù xưa mà ở bên Ninh Bình cũng có nhiều đền thờ Lê Hoàn.
Các thần tích, thần sắc tại Hải Dương, Hải Phòng - nơi diễn ra trận Bạch Đằng năm 981 cho thấy các tướng của ông được thờ ở rất nhiều nơi và trong thần tích, thần sắc của họ có mô tả lại những chiến công của Lê Hoàn tại khu vực này. Đền Vua Lê Đại Hành ở Hải Dương được xây dựng tại xã An Lạc, huyện Chí Linh và đình Mạc Động xã Liên Mạc, Thanh Hà cũng thờ Lê Hoàn. Tại thị trấn Minh Đức (Thủy Nguyên, Hải Phòng) cũng có đền riêng thờ Vua Lê Đại Hành. Đền được xây dựng ngay tại khu vực núi đá Tràng Kênh, ngã ba sông Bạch Đằng, nơi diễn ra đại thắng mùa xuân 981.

## Gia đình

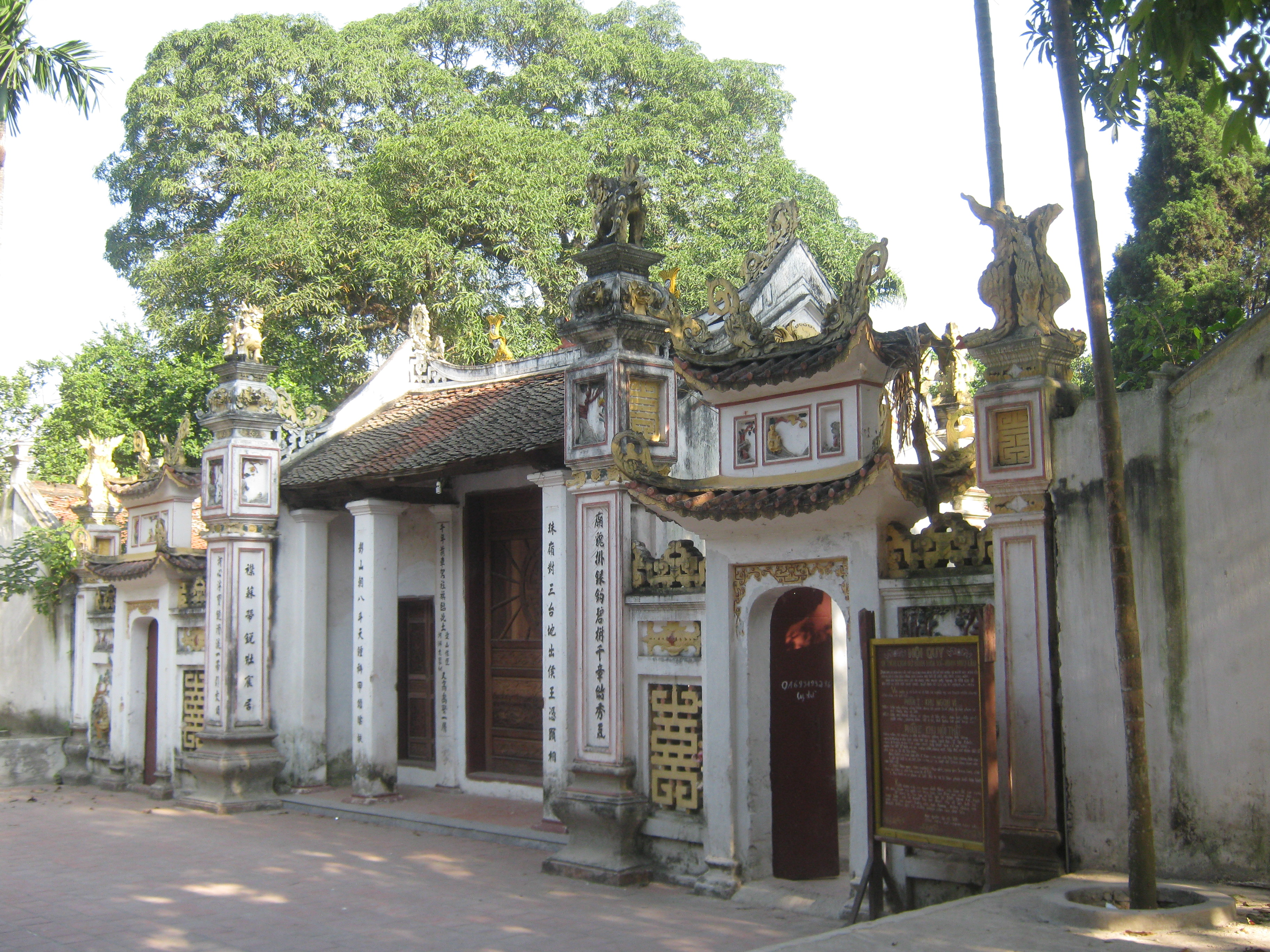
Đình Hoa Xá - Minh Ngự Lâu xã Tả Thanh Oai (Thanh Trì- Hà Nội), nơi thờ Lê Hoàn và người con gái làng Tó.

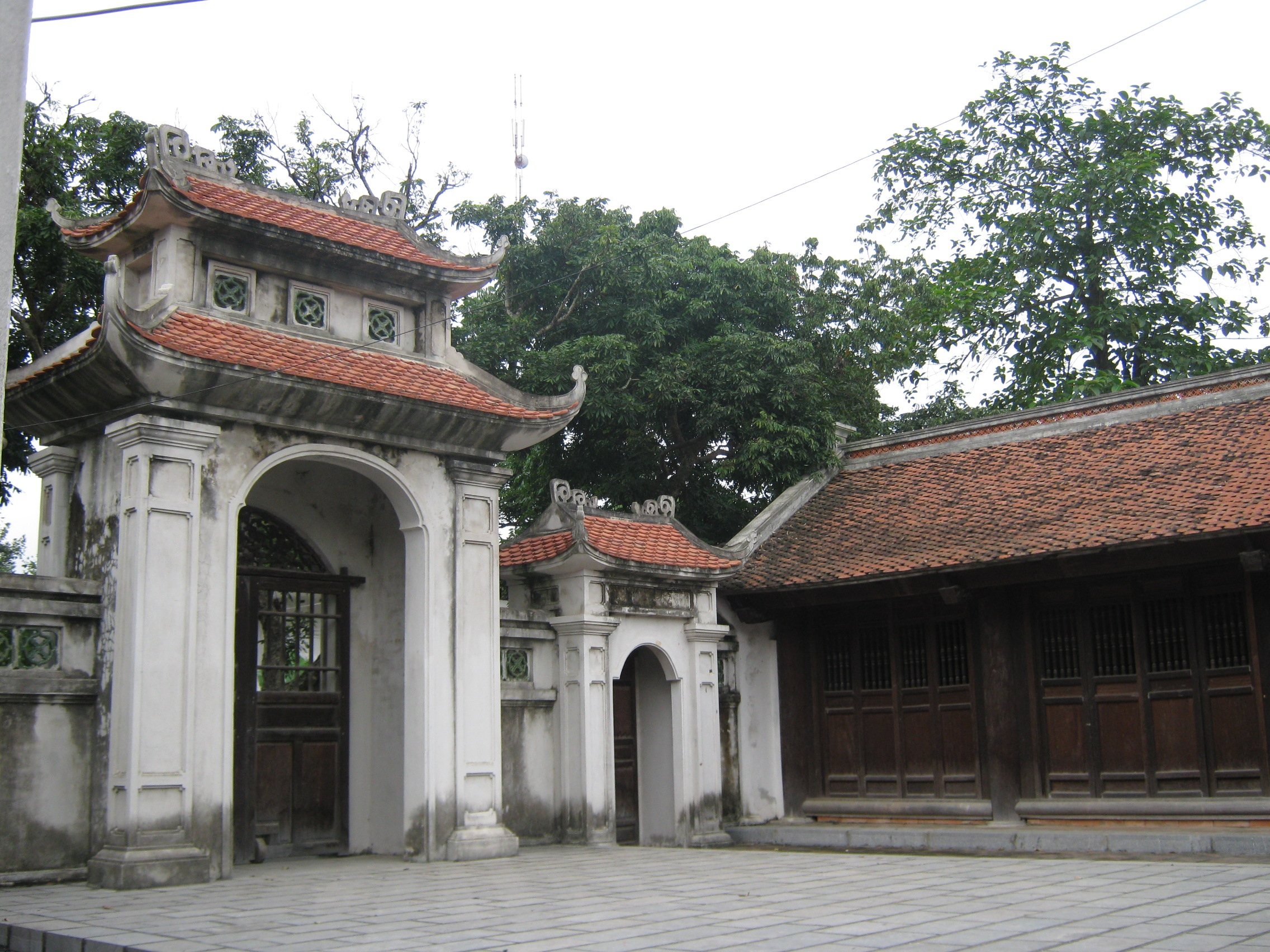
Phủ Vườn Thiên ở Cố đô Hoa Lư, nơi thờ Hoàng tử Lê Long Thâu, con cả Lê Hoàn.

Lê Đại Hành có 5 hoàng hậu gồm Đại Thắng Minh Hoàng hậu, Phụng Càn Chí Lý Hoàng hậu, Thuận Thánh Minh Đạo Hoàng hậu, Trịnh Quắc Hoàng hậu và Phạm Hoàng hậu.
Sử cũng chép một người vợ khác của ông, sinh cho ông ít nhất 2 người con, Lê Long Việt và Lê Long Đĩnh. Sách Việt sử lược chép là sơ hầu di nữ (初侯姨女), Đại Việt sử ký toàn thư chép là chi hậu diệu nữ (祇候妙女). Sách Khâm định Việt sử Thông giám cương mục Chính biên chép bà là con gái quan Chi hậu tên là Diệu, không rõ họ là gì. Về sau bà được con trai là Long Đĩnh truy tôn hiệu Hưng Quốc Quảng Thánh Hoàng thái hậu.
Lê Đại Hành có 13 người con, 11 người con trai, 1 người con gái, 1 người con nuôi. 11 người con trai và cả con trai nuôi đều được phong vương:
1. Lê Long Thâu làm Kình Thiên đại vương (phong năm 989), từng tham gia chiến tranh Việt - Tống 981, được Lê Đại Hành phong làm Thái tử. Tuy nhiên, đến năm 1000 thì mất.
2. Lê Long Tích làm Đông Thành vương (phong năm 989), sau khi Lê Đại Hành mất, Lê Long Tích cùng các em tranh ngôi với Lê Long Việt. Song thua chạy đến Thạch Hà thì bị dân ở đây giết chết.
3. Lê Long Việt làm Nam Phong vương (phong năm 989), sau là vua Lê Trung Tông. Sau 3 ngày ở ngôi vua thì bị Lê Long Đĩnh ám hại năm 1005.
4. Lê Long Đinh làm Ngự Man vương (phong năm 991), đóng ở Phong Châu (nay thuộc tỉnh Phú Thọ).
5. Lê Long Đĩnh làm Khai Minh vương (phong năm 992), đóng ở Đằng Châu (nay thuộc Hưng Yên), sau là vua Đại Thắng Minh Quang Hiếu Hoàng đế.
6. Lê Long Cân làm Ngự Bắc vương (phong năm 991), đóng ở Phù Lan, sau là Phù Vệ, huyện Đường Hào, tỉnh Hải Hưng. Hiện nay thuộc huyện Mỹ Hào, tỉnh Hưng Yên.
7. Lê Long Tung làm Định Phiên vương (phong năm 993), đóng ở Tư Doanh, Ngũ Huyện Giang (Cổ Loa, Hà Nội).[75]
8. Lê Long Tương làm Phó vương (phong năm 993), đóng ở Đỗ Động Giang (nay thuộc tây nam Hà Nội).
9. Lê Long Kính làm Trung Quốc vương (phong năm 993), đóng ở Càn Đà, Mạt Liên (nay thuộc Hải Dương), sau bị giết năm 1005.
10. Lê Long Mang làm Nam Quốc vương (phong năm 994), đóng ở Vũ Lung (nay thuộc Thanh Hóa).
11. Lê Long Đề (Minh Đề) làm Hành Quân vương (phong năm 995), đóng ở Bắc Ngạn, Cổ Lãm (nay thuộc Bắc Ninh).
12. Con nuôi Dương Hy Liễn làm Phù Đái vương (phong năm 995), đóng ở Phù Đái (nay thuộc Hải Phòng).
13. Lê Thị Phất Ngân: Hoàng hậu của vua Lý Thái Tổ, mẹ của Lý Thái Tông, được Lý Thái Tông phong là Linh Hiển Hoàng thái hậu.

## Niên hiệu
Giữa năm 1005, Lê Đại Hành mất. Ông ở ngôi tất cả 26 năm, thọ 65 tuổi. Trong 26 năm làm vua, ông đặt 3 niên hiệu:
- Thiên Phúc (980 - 988)
- Hưng Thống (989 - 993)
- Ứng Thiên (994 - 1005)

## Trong văn hóa đại chúng
Ngày nay các tên Lê Đại Hành hay Lê Hoàn được đặt cho nhiều đường phố và trường học tại Việt Nam, đặc biệt, tên ông cũng là của một phường ở quận Hai Bà Trưng. Hà Nội.

### Điện ảnh
| Năm  | Tác Phẩm                                | Diễn Viên         |
| 2010 | Khát Vọng Thăng Long                    | Thạch Kim Long    |
| 2010 | Huyền sử thiên đô                       | Duy Thanh         |
| 2011 | Về Đất Thăng Long                       | Nguyễn Thanh Điền |
| 2011 | Lý Công Uẩn: Đường tới thành Thăng Long | Hoàng Hải         |
| 2023 | Đại Hành Hoàng đế Lê Hoàn               | Lê Thiện Tùng     |